# Philonotis africana
Philonotis africana är en bladmossart som beskrevs av Rehman och Jean Édouard Gabriel Narcisse Paris 1900. Philonotis africana ingår i släktet källmossor, och familjen Bartramiaceae. Inga underarter finns listade i Catalogue of Life.